# Nocé
Nocé település Franciaországban, Orne megyében. Lakosainak száma 731 fő (2018. január 1.). Nocé Colonard-Corubert és Préaux-du-Perche községekkel határos.

## Népesség
A település népességének változása:
| Lakosok száma | 782  | 705  | 633  | 735  | 760  | 780  | 750  | 2178 | 745  | 731  |
|               | 1962 | 1968 | 1975 | 1990 | 1999 | 2008 | 2013 | 2016 | 2017 | 2018 |